# Teckel à poil long
Le teckel à poil long est une race de chiens. Le teckel vient d'Allemagne.

## Comportement
Le teckel est réputé pour son mauvais caractère mais les trois races de teckel n'ont pas le même. Ainsi, le teckel à poil long est très affectueux, aboie peu et il est un compagnon idéal pour tous les enfants.

## Origine
Le teckel à poil long est une race de chien allemande.